# Paweł Trybalski
Paweł Trybalski (ur. 7 grudnia 1937 w kolonii Hostynne na Zamojszczyźnie, zm. 30 grudnia 2023 w Michałowicach) – polski malarz, artysta.

## Życiorys
W latach 60. XX wieku zamieszkał w Kamiennej Górze, gdzie pracował jako projektant tkanin w Zakładach Przemysłu Lniarskiego „Len”. W tym czasie współpracował z Instytutem Wzornictwa Przemysłowego w Warszawie i rozwijał własną twórczość malarską . W roku 1970 został przyjęty do Związku Polskich Artystów Plastyków (od 1972 roku został członkiem zwyczajnym). W 1970 roku zadebiutował na wystawie w Towarzystwie Przyjaciół Sztuk Pięknych w Warszawie. Brał udział w Festiwalu Współczesnego Malarstwa Polskiego w Szczecinie oraz uczestniczył w międzynarodowych wystawach polskiej sztuki.
W latach 1978–1989 mieszkał w Jeleniej Górze. W tym czasie współpracował z Biurem Planowania Przestrzennego przy projektowaniu i rewaloryzacji miast i miasteczek Dolnego Śląska. Za tę działalność otrzymał nagrodę Stowarzyszenia Architektów Polskich w 1986 roku . Podróżnik z zamiłowania. Odwiedził m.in. Syberię, Armenię, Wyspy Galapagos oraz Antarktydę. Podróże stały się inspiracją dla wielu Jego prac. Podróże do Mongolii i Syberii zainspirowały Autora do stworzenia cyklu pt. „Kamienie mówią” i „Lidytowe autostrady”. Nazwany został przez krytyków sztuki globtroterem wyobraźni . 

Wybitny polski malarz sytuowany w przestrzeni między koloryzmem, malarstwem metaforycznym a baśniowym surrealizmem, jego sztuka jest gloryfikacją wszelkich przejawów życia i natury, wizualizowaną fantastycznym światem wyobraźni czerpiącej motywy z kosmosu, botaniki, geologii, połączonej z perfekcyjnie precyzyjnym warsztatem. Artysta zaskakuje pomysłowością, umiejętnością przemiany rzeczy, grą skojarzeń. Jego obrazy charakteryzują się niezwykłym bogactwem kolorów i ogromem detali (cyt. za Danielska [2013])

W okresie zamieszkiwania w Jeleniej Górze stworzył cykle pt. „Florokształty” i „Faunokształty”. Stały się one kanwą do filmu pt. „Mity i metafory” (TVP Wrocław) oraz „Ech kolory, ech potwory” (TVP Wrocław, Warszawa, Kraków). Był bohaterem 9 filmów dokumentalnych emitowanych w telewizji Wrocław, Warszawa i Kraków  ,.
Od 1989 roku tworzy i mieszka w Michałowicach w Karkonoszach. W tym okresie powstały „Wariacje na temat Vasarely'ego”, cykle „Fałdyliery” i „Obrazy z bulaja” („Pejzaże możliwe”), czyli wyimaginowane krajobrazy górskie i podwodne. Obecnie tworzy cykl pt. „Pejzaże wyobrażone” malowane techniką czystego pigmentu.

## Twórczość
Paweł Trybalski brał udział w ponad 300 wystawach malarstwa polskiego w kraju i za granicą. Wystawiał swoje prace m.in. w: Tokio, Nowym Jorku, Hadze, Duisburgu, Paryżu, Innsbrucku, Londynie, Melbourne, Pradze, Sofii, Kazanłyku (Bułgaria), Madrycie, Barcelonie, Granadzie, Sztokholmie, Helsinkach, Vaanta, Tampere, Berlinie, Skopje, Erywaniu, Budapeszcie, Kolonii . 
Ważniejsze wystawy  
- „Polish Contemporary Painting” Gallery 57 + h Street, Nowy Jork, 1971
- VI, VII, IX Bienal International del de Porte en las Bellas Artes, Madryt, Barcelona 1982, 1984, 1986
- Salon Narodów – Paryż 1984
- Mandragore Internationale Galerie D’Art – Paryż 1986 (indywidualna)
- „Zeitgenössische Polnische Malerei”, Berlin 1986
- „The Mysteries of Imagiiitioni”, Hampstead Artists’ Council Camden Arts Center, Londyn 1990

## Nagrody i wyróżnienia[1][7]
- I nagroda i „Złota Szpilka” redakcji Szpilek, na Satyrykonie[8] Legnicy w 1980 r.
- Złoty Medal w Olimpijskim Konkursie Sztuki (Warszawa 1984 i 1987)
- Złoty Krzyż Zasługi
- Zasłużony Działacz Kultury
- Dyplom Honorowy Prowincji Granada
- Dyplomy Ministrów Kultury i Sztuki
- Wielokrotne stypendia twórcze Ministerstwa Kultury i Sztuki
- Prestiżowe odznaczenie w dziedzinie kultury – medal „Zasłużony Kulturze Gloria Artis” 2010[9]

## Galeria

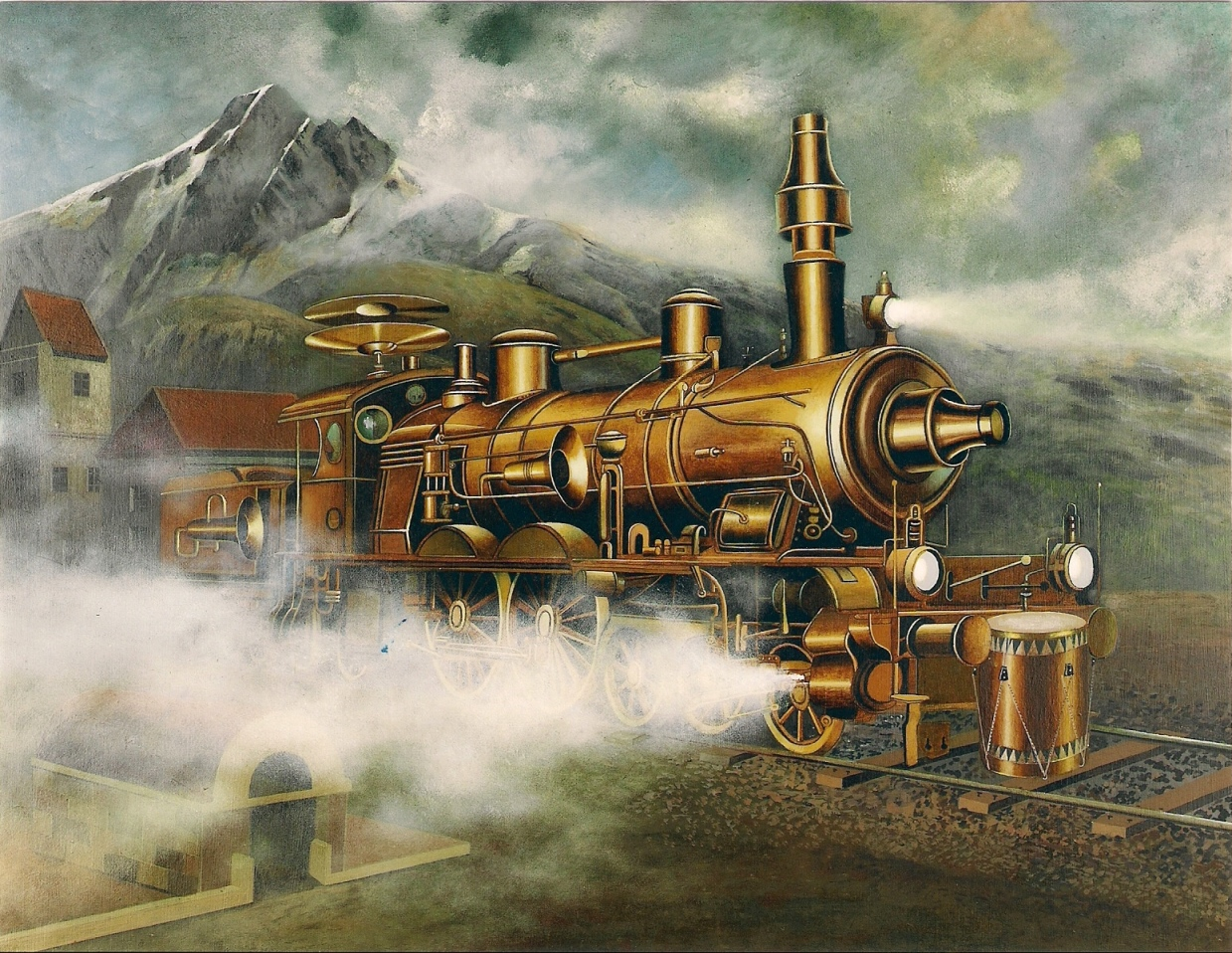
Szalona Lokomotywa 1997
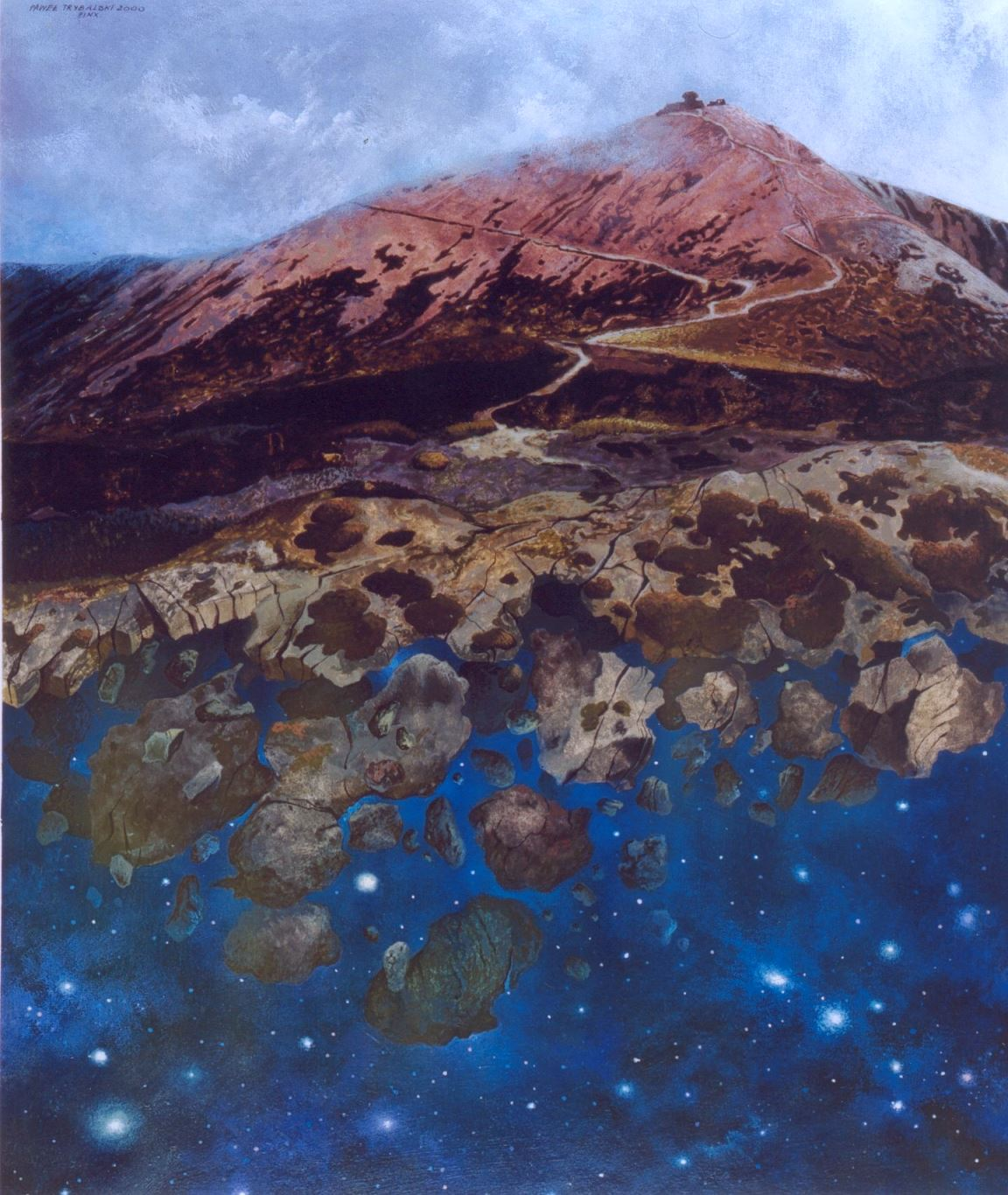
Optymizm Katastrofisty 2001
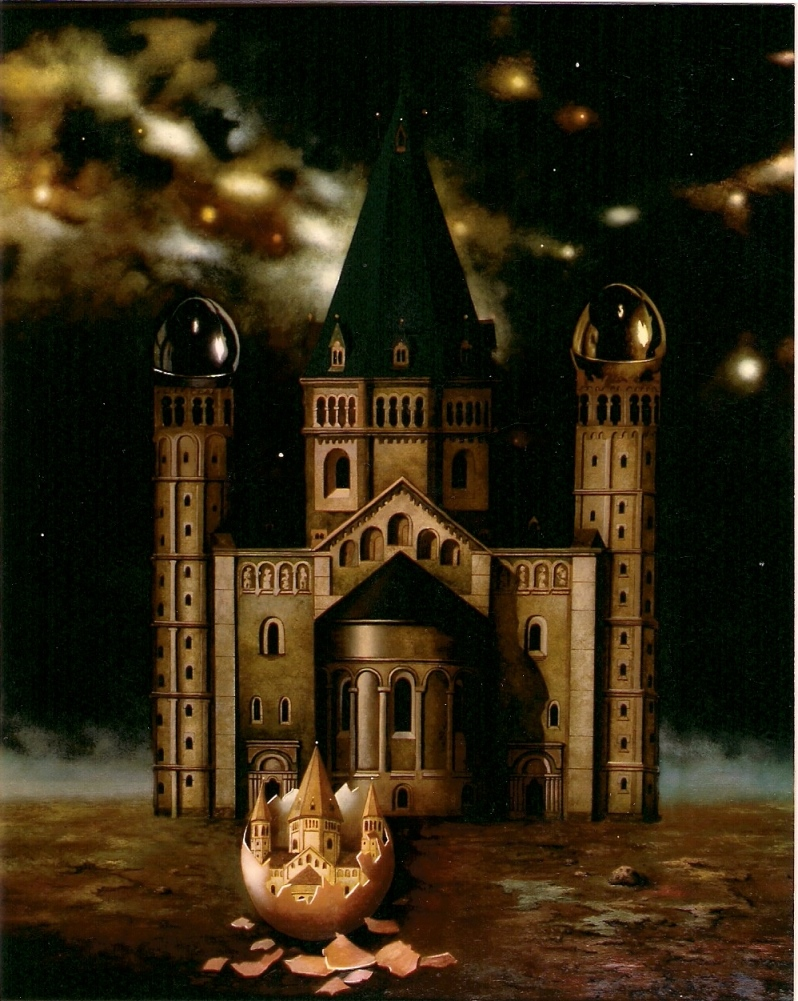
Hipoteza 2000
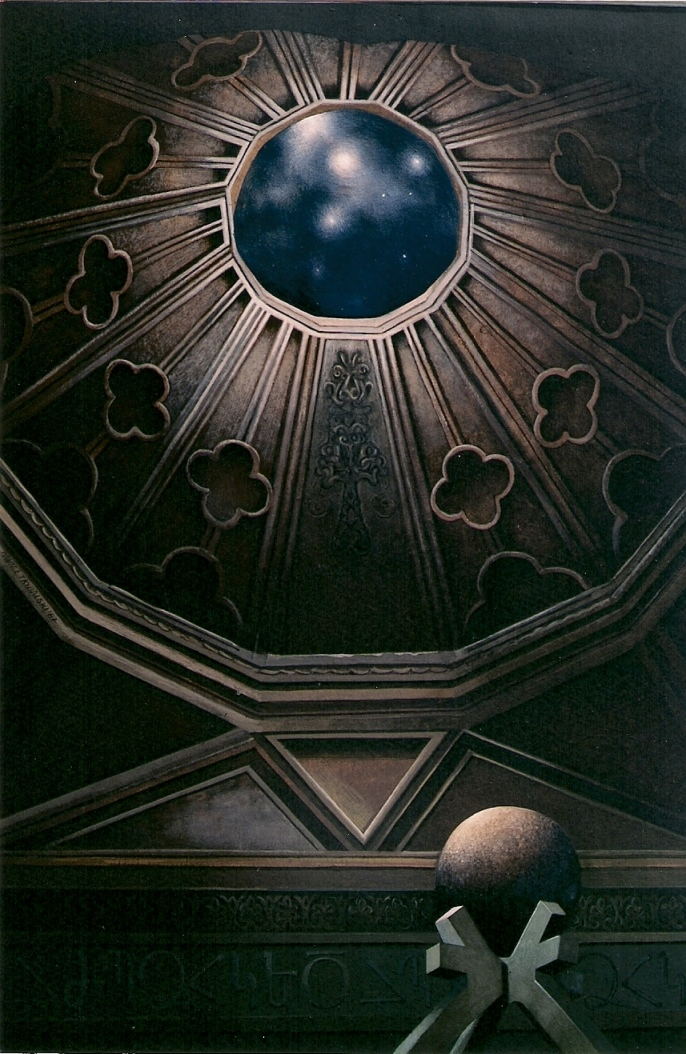
Armeńska Tajemnica